# Tilloy-lès-Mofflaines
Tilloy-lès-Mofflaines [tilwa lɛ mɔflɛn] est une commune française située dans le département du Pas-de-Calais en région Hauts-de-France.
La commune fait partie de la communauté urbaine d'Arras qui regroupe 46 communes et compte 109 776 habitants en 2021.

## Géographie

### Localisation
Localisée dans le sud-est du département du Pas-de-Calais, Tilloy-lès-Mofflaines est une commune périurbaine située, limitrophe, au nord-ouest, de la commune d’Arras (aire d'attraction, chef-lieu d'arrondissement et préfecture du Pas-de-Calais). Elle est traversée par l'ancienne RN 39 (actuelle RD 939).
Le territoire de la commune est limitrophe de ceux de six communes.
Les communes limitrophes sont Saint-Laurent-Blangy, Neuville-Vitasse, Feuchy, Wancourt, Beaurains et Arras.

### Géologie et relief
La superficie de la commune est de 7,69 km2 ; son altitude varie de 54  à   102 mètres.

### Hydrographie
La commune est située dans le bassin Artois-Picardie. Elle n'est drainée par aucun cours d'eau,.

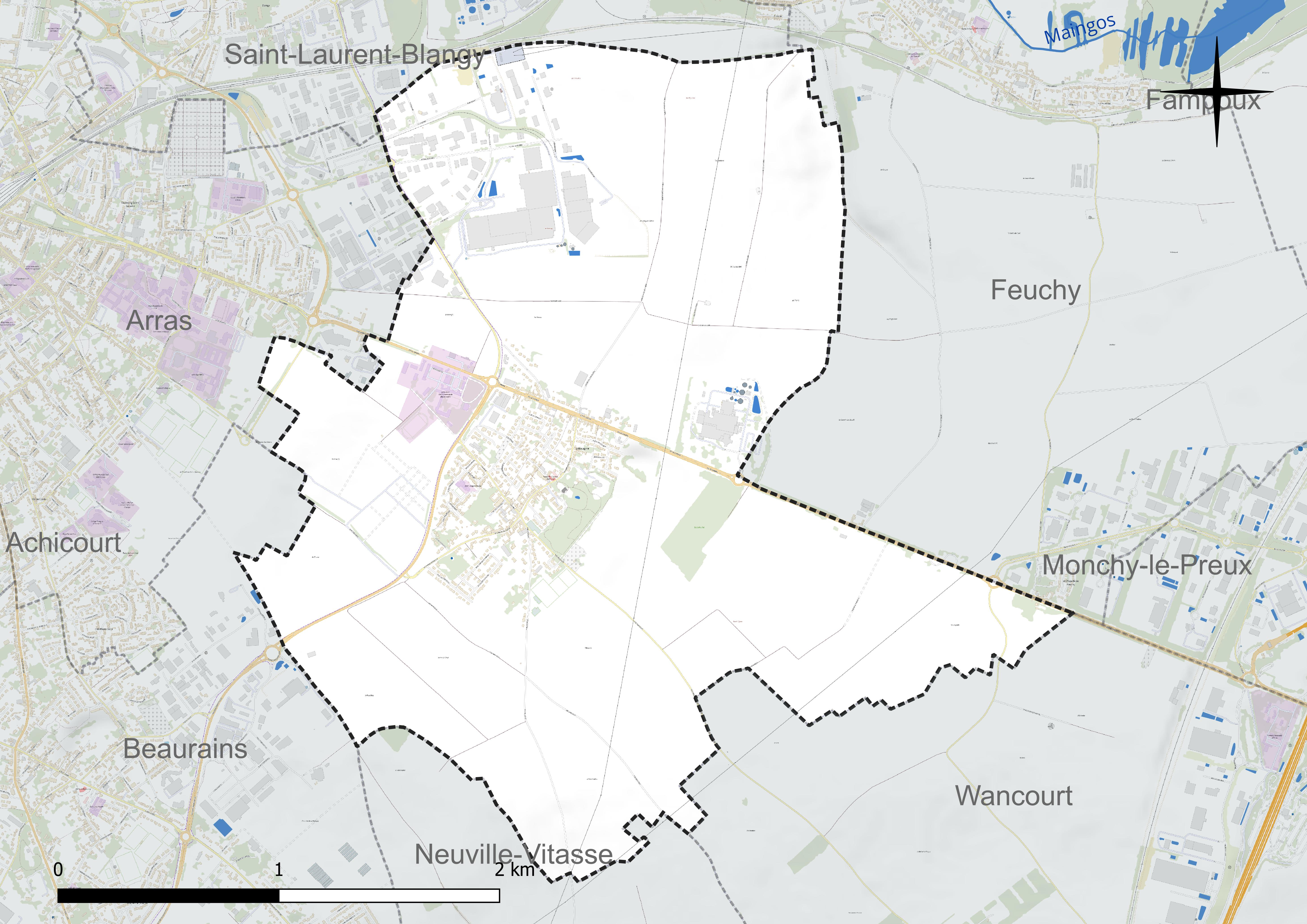
Réseau hydrographique de Tilloy-lès-Mofflaines.

### Climat
Pour des articles plus généraux, voir Climat des Hauts-de-France et Climat du Pas-de-Calais.
En 2010, le climat de la commune est de type climat océanique dégradé des plaines du Centre et du Nord, selon une étude du CNRS s'appuyant sur une série de données couvrant la période 1971-2000. En 2020, Météo-France publie une typologie des climats de la France métropolitaine dans laquelle la commune est exposée à un climat océanique et est dans la région climatique Nord-est du bassin Parisien, caractérisée par un ensoleillement médiocre, une pluviométrie moyenne régulièrement répartie au cours de l'année et un hiver froid (3 °C).
Pour la période 1971-2000, la température annuelle moyenne est de 10,1 °C, avec une amplitude thermique annuelle de 14,6 °C. Le cumul annuel moyen de précipitations est de 735 mm, avec 12,3 jours de précipitations en janvier et 8,8 jours en juillet. Pour la période 1991-2020, la température moyenne annuelle observée sur la station météorologique la plus proche, située sur la commune de Wancourt à 5 km à vol d'oiseau, est de 10,8 °C et le cumul annuel moyen de précipitations est de 711,4 mm,. Pour l'avenir, les paramètres climatiques de la commune estimés pour 2050 selon différents scénarios d'émission de gaz à effet de serre sont consultables sur un site dédié publié par Météo-France en novembre 2022.
| Mois                                  | jan.             | fév.             | mars          | avril         | mai             | juin           | jui.          | août          | sep.          | oct.          | nov.            | déc.             | année      |
| ------------------------------------- | ---------------- | ---------------- | ------------- | ------------- | --------------- | -------------- | ------------- | ------------- | ------------- | ------------- | --------------- | ---------------- | ---------- |
| Température minimale moyenne (°C)     | 1,3              | 1,4              | 3,4           | 5,1           | 8,4             | 11,2           | 13,1          | 13,1          | 10,7          | 7,9           | 4,4             | 1,9              | 6,8        |
| Température moyenne (°C)              | 3,8              | 4,3              | 7,2           | 10            | 13,3            | 16,2           | 18,4          | 18,4          | 15,4          | 11,5          | 7,2             | 4,3              | 10,8       |
| Température maximale moyenne (°C)     | 6,2              | 7,2              | 11            | 14,9          | 18,1            | 21,2           | 23,6          | 23,7          | 20,1          | 15,2          | 9,9             | 6,7              | 14,8       |
| Record de froid (°C) date du record   | −14,1 12.01.1987 | −13,3 07.02.1991 | −9,4 13.03.13 | −4,4 20.04.17 | −1,3 07.05.1997 | 2,3 05.06.1991 | 5,1 31.07.15  | 4,4 02.08.15  | 0,5 30.09.18  | −4 24.10.03   | −8,6 24.11.1998 | −12,8 29.12.1996 | −14,1 1987 |
| Record de chaleur (°C) date du record | 14,9 09.01.15    | 18,2 26.02.19    | 24,3 31.03.21 | 26,8 20.04.18 | 30,5 12.05.1998 | 34,4 18.06.22  | 41,7 25.07.19 | 37,6 06.08.03 | 34,6 15.09.20 | 29,3 01.10.11 | 19,9 07.11.15   | 16,1 07.12.00    | 41,7 2019  |
| Précipitations (mm)                   | 56,7             | 48,7             | 50,2          | 42,7          | 61              | 60,9           | 64,9          | 62,9          | 57,6          | 65,4          | 64              | 76,4             | 711,4      |

## Urbanisme

### Typologie
Au 1er janvier 2024, Tilloy-lès-Mofflaines est catégorisée ceinture urbaine, selon la nouvelle grille communale de densité à sept niveaux définie par l'Insee en 2022.
Elle appartient à l'unité urbaine d'Arras, une agglomération intra-départementale regroupant 15  communes, dont elle est une commune de la banlieue,,. Par ailleurs la commune fait partie de l'aire d'attraction d'Arras, dont elle est une commune de la couronne,. Cette aire, qui regroupe 163 communes, est catégorisée dans les aires de 50 000 à moins de 200 000 habitants,.

### Occupation des sols
L'occupation des sols de la commune, telle qu'elle ressort de la base de données européenne d'occupation biophysique des sols Corine Land Cover (CLC), est marquée par l'importance des territoires agricoles (78,1 % en 2018), en diminution par rapport à 1990 (88,7 %). La répartition détaillée en 2018 est la suivante : 
terres arables (78,1 %), zones urbanisées (11,8 %), zones industrielles ou commerciales et réseaux de communication (10,1 %). L'évolution de l'occupation des sols de la commune et de ses infrastructures peut être observée sur les différentes représentations cartographiques du territoire : la carte de Cassini (XVIIIe siècle), la carte d'état-major (1820-1866) et les cartes ou photos aériennes de l'IGN pour la période actuelle (1950 à aujourd'hui).

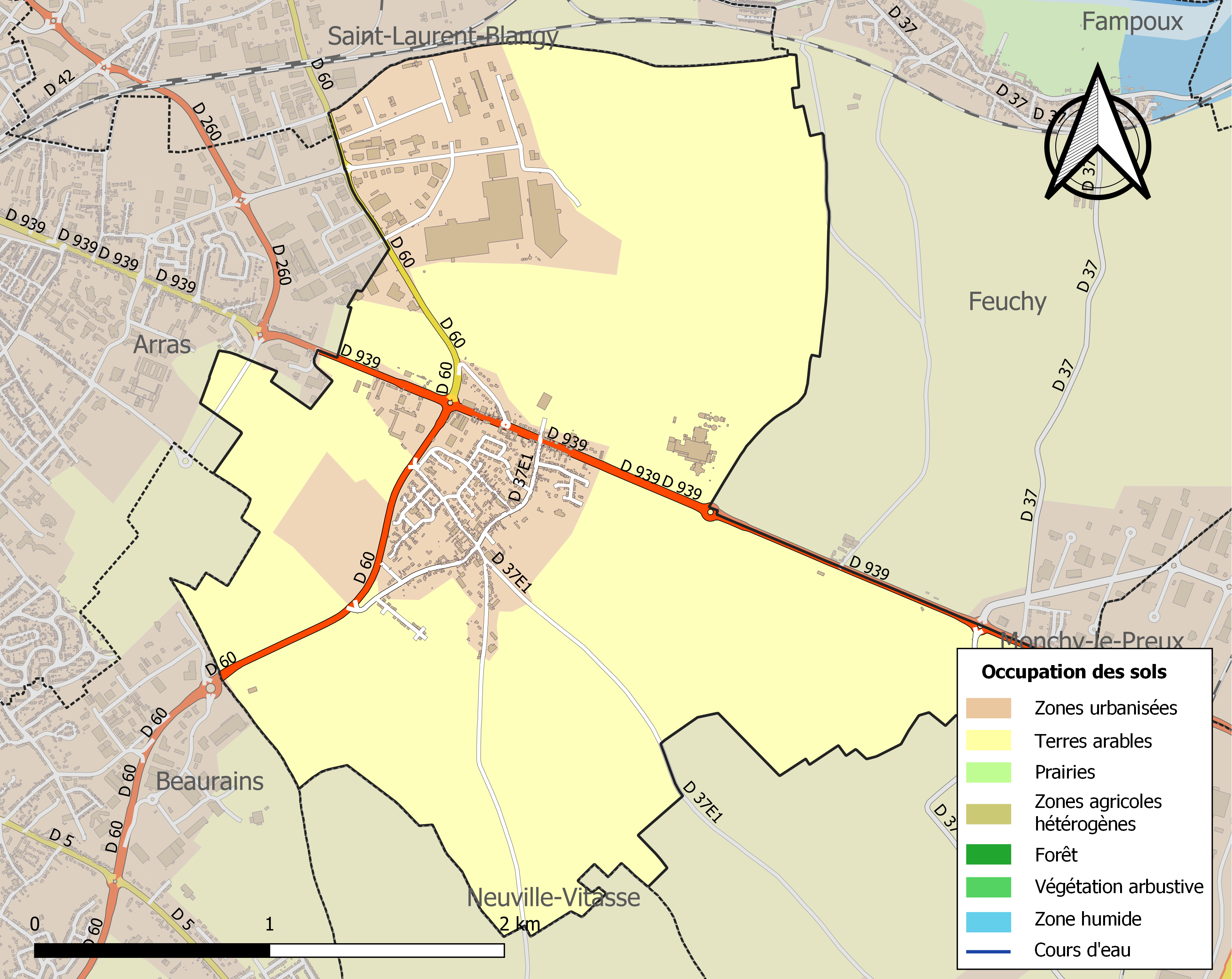
Carte des infrastructures et de l'occupation des sols de la commune en 2018 (CLC).

## Toponymie
Le nom de la localité est attesté sous les formes Tilgidii (674) ; Tilgidum (680) ; Tilleium (1074) ; Tyloi (1148) ; Tilloi, Tolloi (1154-1159) ; Tiloit (1157) ; Tilloy (1169) ; Tilloit, Tilloy juxta Moflanis (XIIe siècle) ; Tylloit, Tilloetum (XIIe siècle) ; Tiloetum (XIIe siècle) ; Tieilloit (1221) ; Tylloi (XIIIe siècle) ; Tilloy-lez-Arras (XIVe siècle) ; Tilloy-lez-Mofflines (1665) ; Thilloy-lez-Mouflines (1739) ; Tilloy-aux-Fosses (1793).
Tilloy (Tilgidii en 674) désigne une plantation de tilleuls.
La préposition « lès » permet de signifier la proximité d'un lieu géographique par rapport à un autre lieu. En règle générale, il s'agit d'une localité qui tient à se situer par rapport à un lieu voisin. La commune de Tilloy indique qu'elle se situe près de Mofflaines (ancienne ferme et bois de la commune).
Durant la Révolution, la commune porte le nom de Tilloy-aux-Fosses.

## Histoire
Au milieu du XVIIIe siècle, la Société du Duc de Guînes y a creusé un puits et recherché sans succès la houille.

### Première Guerre mondiale
Le village est considéré comme détruit à la fin de la guerre et est décoré de la croix de guerre 1914-1918, le 23 septembre 1920, distinction également attribuée à 276 autres communes du Pas-de-Calais,.

## Politique et administration

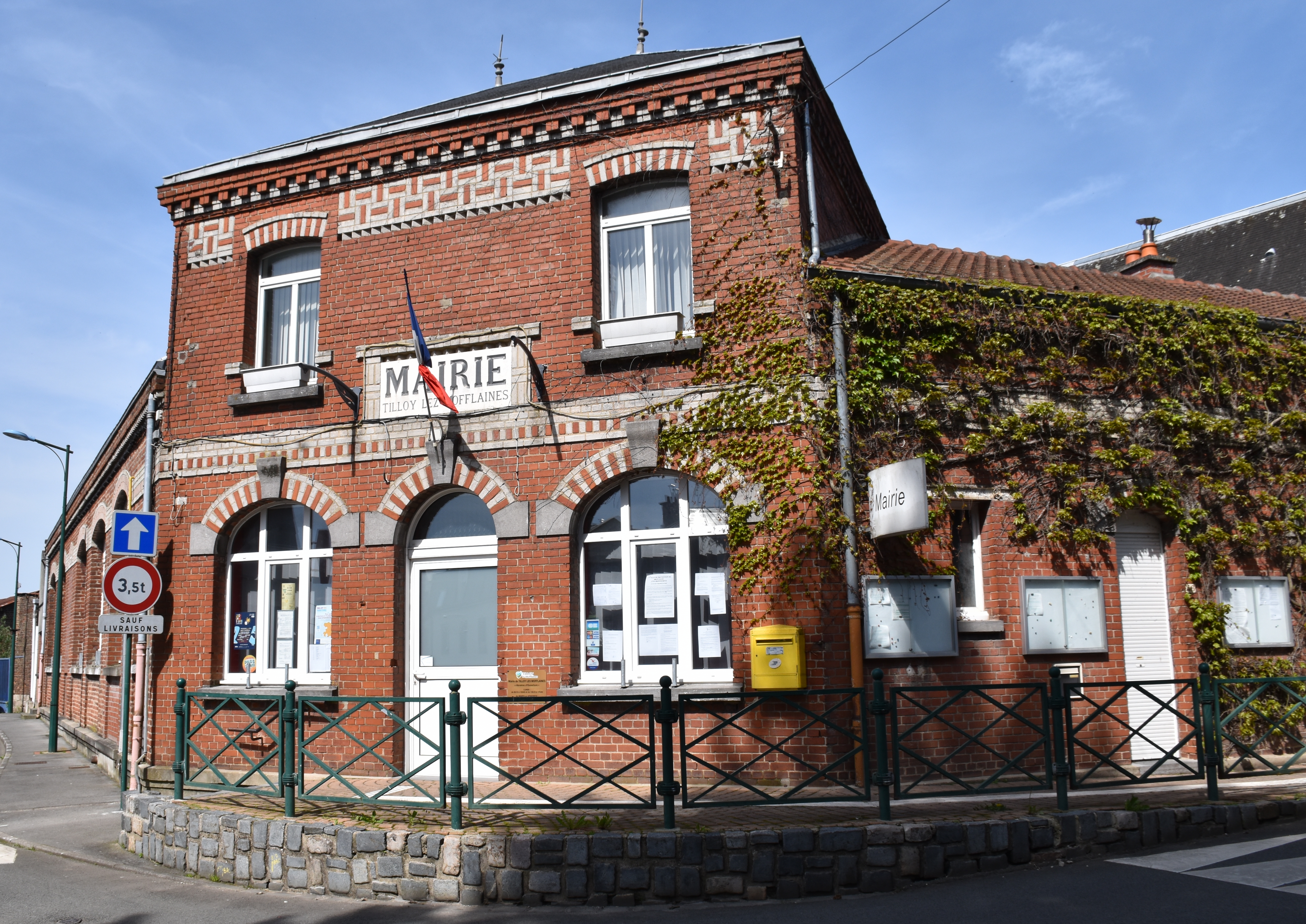
La mairie.

### Découpage territorial
La commune se trouve dans l'arrondissement d'Arras du département du Pas-de-Calais.

#### Commune et intercommunalités
La commune est l'un des membres fondateurs de la communauté urbaine d'Arras, qui a succédé en 1998 au district urbain d'Arras, créé en 1965.

#### Circonscriptions administratives
La commune faisait partie depuis 1801 du canton d'Arras-Sud. Dans le cadre du redécoupage cantonal de 2014 en France, la commune est intégrée au canton d'Arras-3.

#### Circonscriptions électorales
Pour l'élection des députés, la commune fait partie depuis 2012 de la deuxième circonscription du Pas-de-Calais.

### Élections municipales et communautaires

#### Liste des maires
| Période                                  | Période                    | Identité         | Étiquette | Qualité                                       |
| ---------------------------------------- | -------------------------- | ---------------- | --------- | --------------------------------------------- |
| Les données manquantes sont à compléter. |                            |                  |           |                                               |
| mars 2001                                | 2014                       | Jacques Lefebvre |           |                                               |
| 2014                                     | En cours (au 7 avril 2022) | Didier Michel    |           | Ancien cadre, Réélu pour le mandat 2020-2026, |

## Équipements et services publics

### Espaces publics
La commune est labellisée « 2 fleurs » au concours des villes et villages fleuris.

## Population et société

### Démographie
Les habitants de la commune sont appelés les Tilloysiens'.

#### Évolution démographique
L'évolution du nombre d'habitants est connue à travers les recensements de la population effectués dans la commune depuis 1793. Pour les communes de moins de 10 000 habitants, une enquête de recensement portant sur toute la population est réalisée tous les cinq ans, les populations de référence des années intermédiaires étant quant à elles estimées par interpolation ou extrapolation. Pour la commune, le premier recensement exhaustif entrant dans le cadre du nouveau dispositif a été réalisé en 2006.

En 2022, la commune comptait 1 564 habitants, en évolution de +8,76 % par rapport à 2016 (Pas-de-Calais : −0,72 %, France hors Mayotte : +2,11 %).
| 1793 | 1800 | 1806 | 1821 | 1831 | 1836 | 1841 | 1846 | 1851 |
| ---- | ---- | ---- | ---- | ---- | ---- | ---- | ---- | ---- |
| 352  | 364  | 365  | 386  | 430  | 464  | 477  | 491  | 529  |

| 1856 | 1861 | 1866 | 1872 | 1876 | 1881 | 1886 | 1891 | 1896 |
| ---- | ---- | ---- | ---- | ---- | ---- | ---- | ---- | ---- |
| 496  | 514  | 522  | 504  | 502  | 524  | 506  | 506  | 483  |

| 1901 | 1906 | 1911 | 1921 | 1926 | 1931 | 1936 | 1946 | 1954 |
| ---- | ---- | ---- | ---- | ---- | ---- | ---- | ---- | ---- |
| 450  | 406  | 423  | 320  | 545  | 534  | 556  | 527  | 654  |

| 1962 | 1968 | 1975 | 1982 | 1990  | 1999  | 2006  | 2011  | 2016  |
| ---- | ---- | ---- | ---- | ----- | ----- | ----- | ----- | ----- |
| 679  | 773  | 744  | 806  | 1 309 | 1 329 | 1 398 | 1 419 | 1 438 |

| 2021  | 2022  | - | - | - | - | - | - | - |
| ----- | ----- | - | - | - | - | - | - | - |
| 1 519 | 1 564 | - | - | - | - | - | - | - |

#### Pyramide des âges
En 2018, le taux de personnes d'un âge inférieur à 30 ans s'élève à 38,6 %, soit au-dessus de la moyenne départementale (36,7 %). À l'inverse, le taux de personnes d'âge supérieur à 60 ans est de 20,9 % la même année, alors qu'il est de 24,9 % au niveau départemental.
En 2018, la commune comptait 711 hommes pour 702 femmes, soit un taux de 50,32 % d'hommes, légèrement supérieur au taux départemental (48,50 %).
Les pyramides des âges de la commune et du département s'établissent comme suit.
| Hommes | Classe d’âge | Femmes |
| ------ | ------------ | ------ |
| 0,3    | 90 ou +      | 0,7    |
| 4,7    | 75-89 ans    | 8,4    |
| 11,9   | 60-74 ans    | 15,6   |
| 20,7   | 45-59 ans    | 21,2   |
| 20,1   | 30-44 ans    | 19,2   |
| 24,2   | 15-29 ans    | 16,6   |
| 18,1   | 0-14 ans     | 18,2   |

| Hommes | Classe d’âge | Femmes |
| ------ | ------------ | ------ |
| 0,5    | 90 ou +      | 1,6    |
| 5,6    | 75-89 ans    | 8,9    |
| 16,7   | 60-74 ans    | 18,1   |
| 20,2   | 45-59 ans    | 19,2   |
| 18,9   | 30-44 ans    | 18,1   |
| 18,2   | 15-29 ans    | 16,2   |
| 19,9   | 0-14 ans     | 17,9   |

## Culture locale et patrimoine

### Lieux et monuments

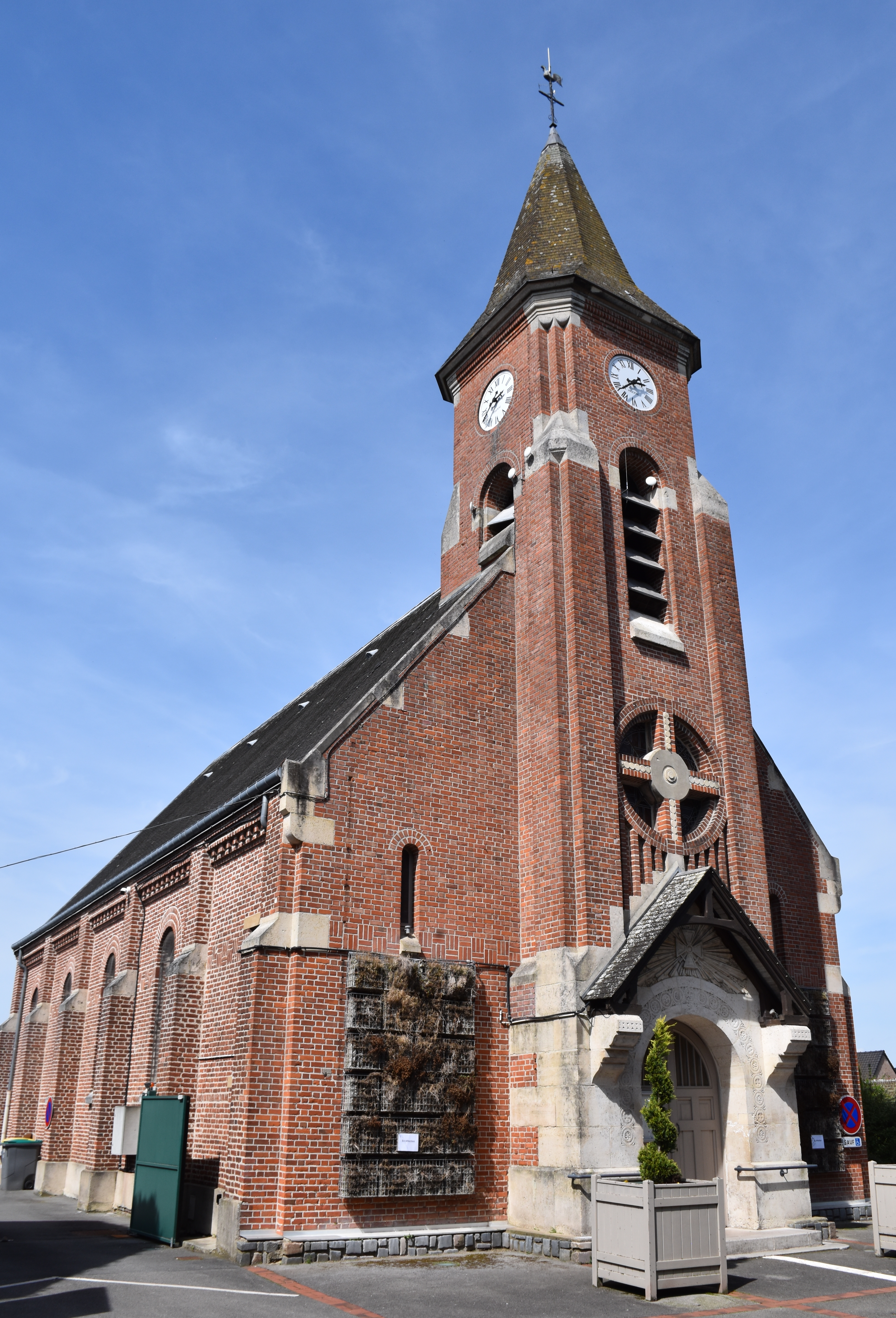
L'église Saint-Brice.
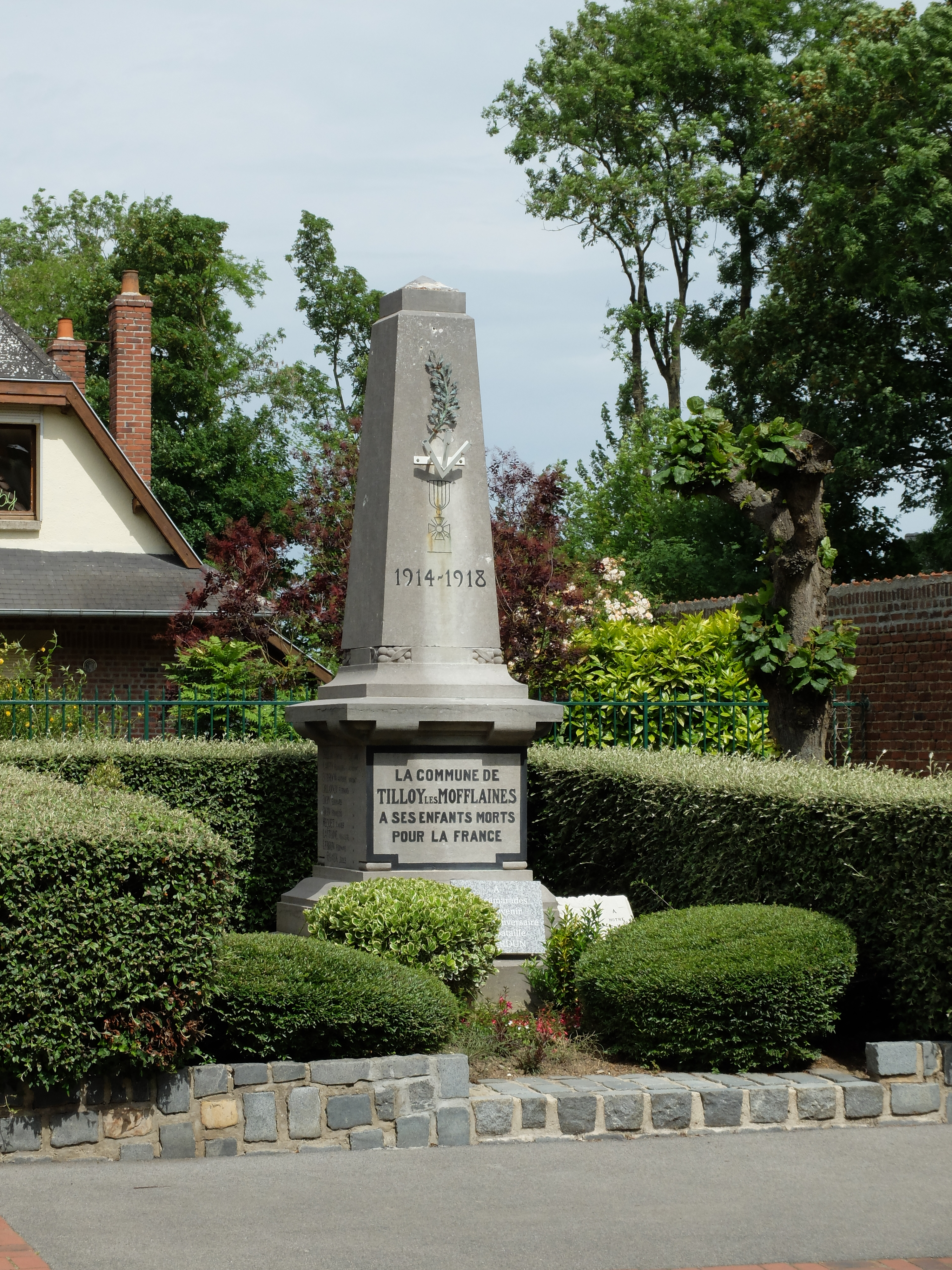
Le monument aux morts.
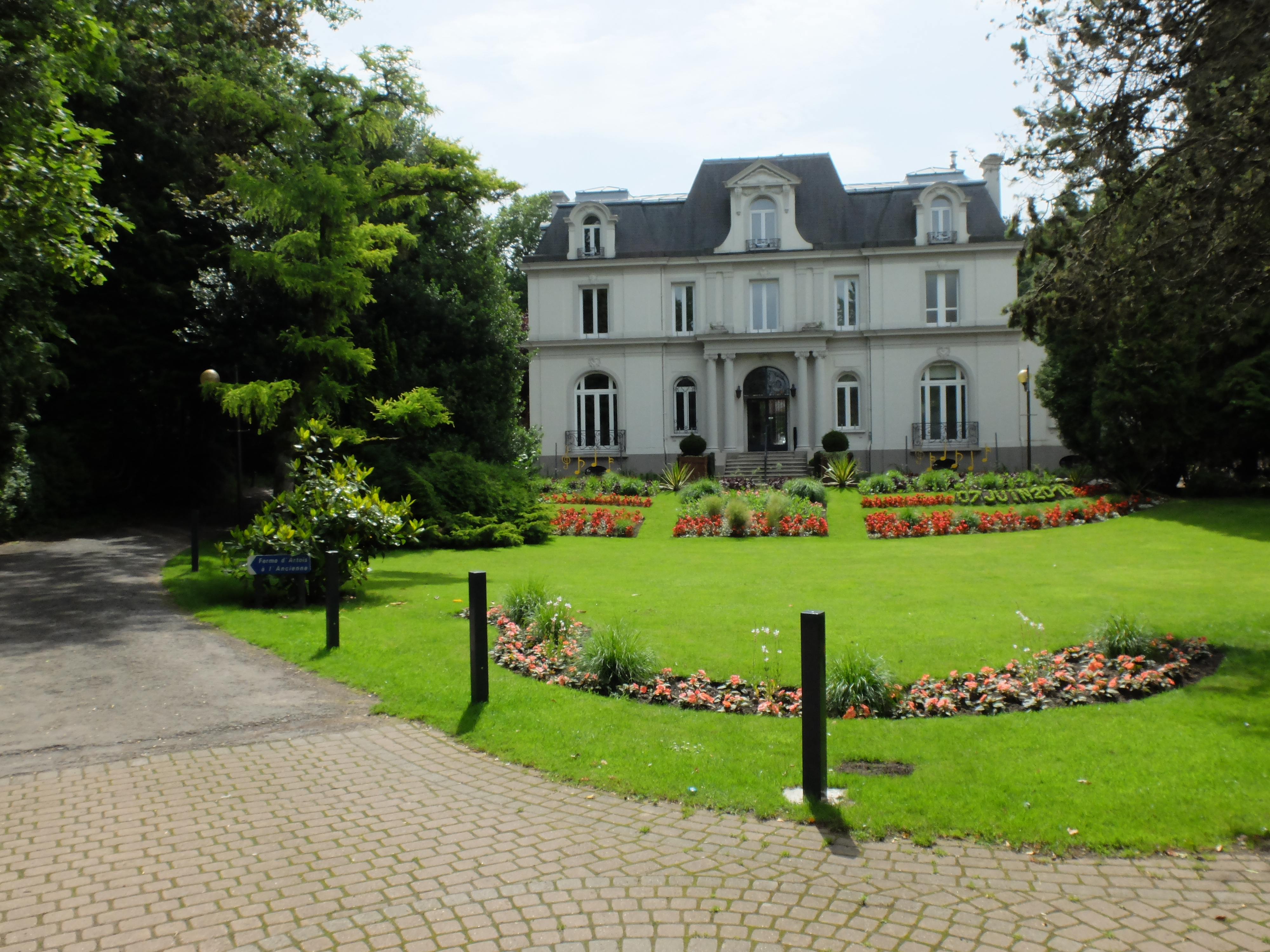
Le parc René-Lefrère.
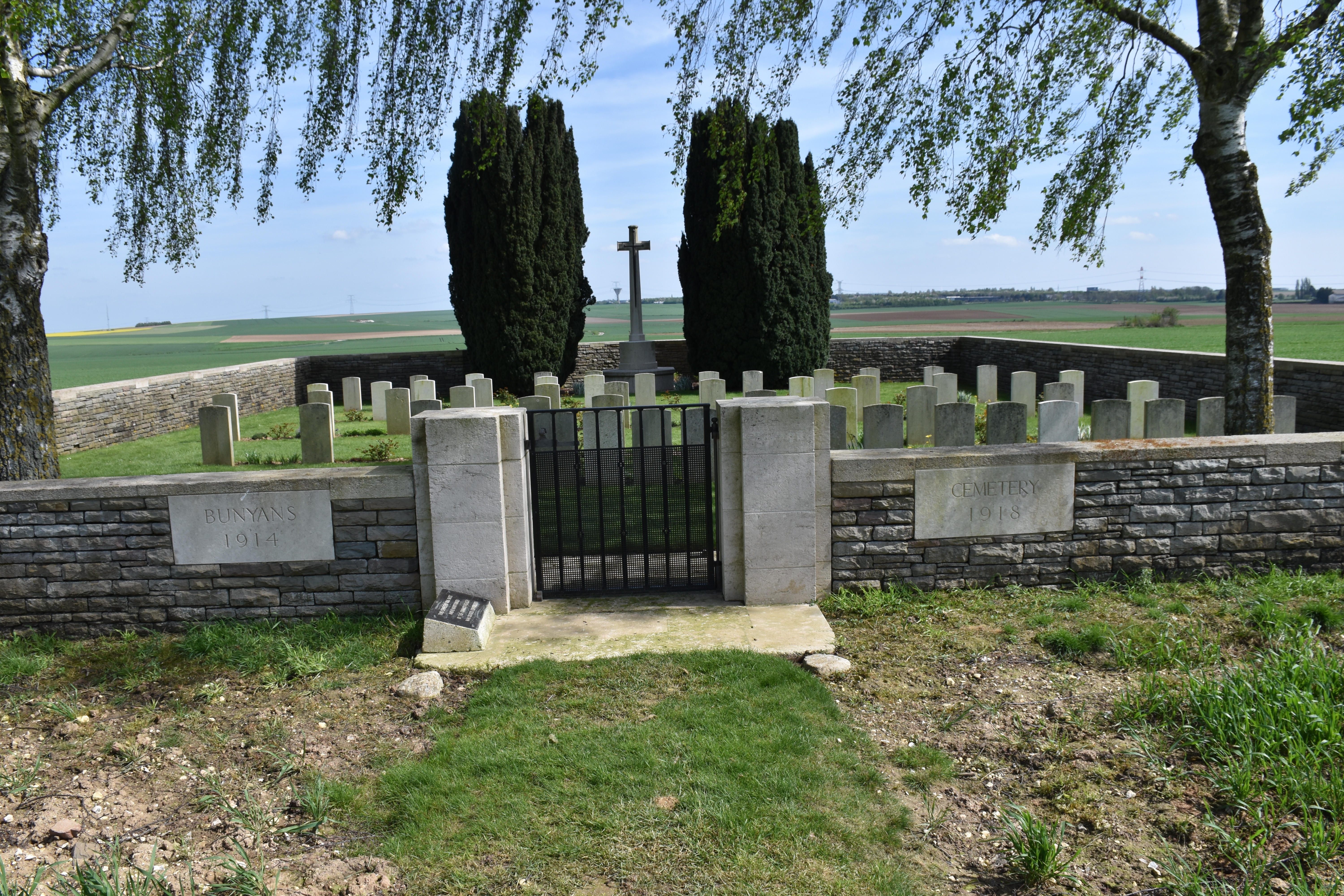
Le cimetière Bunyans Cemetery.
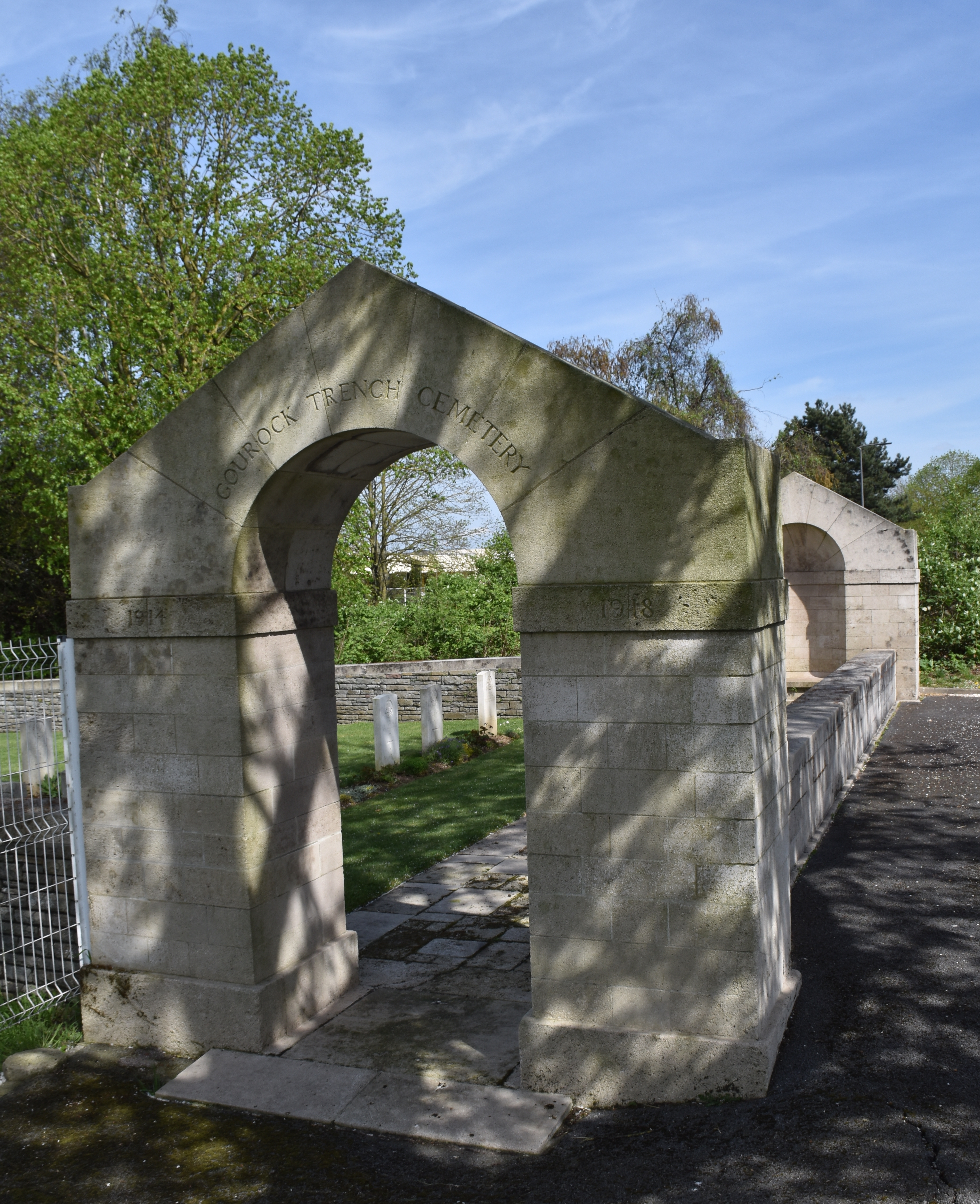
Le cimetière Gourock Trench Cemetery.
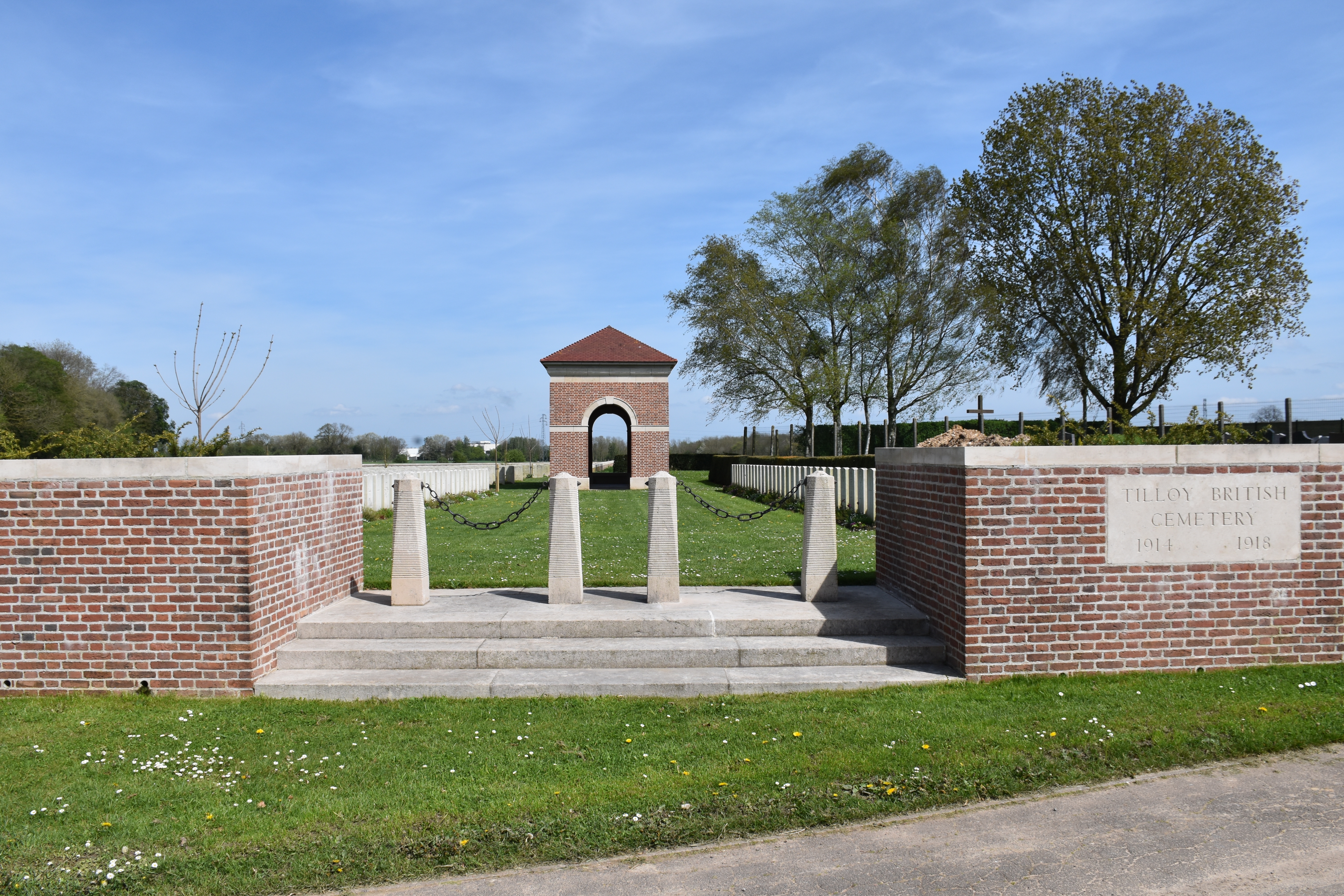
Le cimetière Tilloy British Cemetery.

- Les quatre cimetières militaires britanniques sur la commune :
  - le Bunyans Cemetery ;
  - le Gourock Trench Cemetery ;
  - le Houdain Lane Cemetery ;
  - le Tilloy British Cemetery.

- L'église Saint-Brice.
- Le monument aux morts.
- Le parc René-Lefrère.
- Le cimetière Bunyans Cemetery.
- Le cimetière Gourock Trench Cemetery .
- Le cimetière Tilloy British Cemetery .

### Sport
- Club de football amateur dénommé "Tilloy Football Club" (TFC) créé en 1970.
- Club de javelot tir sur cible, le "Javelot Club Tilloy" (JCT).
- Club de Tennis de Table Tilloy (TTT).
- Club de danse "Amicale Laïque de Tilloy" (ALT).
- Association multisports, "Tilloy Sport Activité" (TSA).

### Héraldique
| Armes de Tilloy-lès-Mofflaines | Les armes de Tilloy-lès-Mofflaines se blasonnent ainsi : De gueules fretté de huit pièces d'or, à l'écusson du même chargé d'une croisette ancrée du champ brochant sur le tout. |

### Culture
La mini-série Les Papillons noirs portée par Nicolas Duvauchelle et Niels Arestrup se déroule en partie dans le village, comme on peut le découvrir sur un post-it dans le sixième et dernier épisode.

## Pour approfondir